# Drosophila subobscura (artundergrupp)
Drosophila subobscura är en artundergrupp som innehåller två arter. Artundergruppen ingår i släktet Drosophila, undersläktet Sophophora och artgruppen Drosophila obscura.

## Lista över arter i artundergruppen
- Drosophila guanche
- Drosophila madeirensis